# ノインキルヒェン (ジーガーラント)
ノインキルヒェン (ドイツ語: Neunkirchen) は、ドイツ連邦共和国ノルトライン＝ヴェストファーレン州アルンスベルク行政管区のジーゲン＝ヴィトゲンシュタイン郡の町村（以下、本項では便宜上「町」と記述する）である。

## 地理

### 位置
ノインキルヒェンはジーゲン＝ヴィトゲンシュタイン郡の南西部、ジーゲンの南のジーガーラントに位置する。この町はジーク川の東の支流であるヘラー川の谷（「フライアー・グルント」）にある。高度は海抜 242 m から 510 m である。最高地点は死火山ホーエンゼールバッハスコプフの 517.5 m、中核地区では南部のヘラーベルク 366.9 m が最高地点にあたる。

### 町域の広がり
ノインキルヒェンは、東のザルヒェンドルフは「ルートヴィヒスエック」に達する。これはヴィルンスドルフのヴィルデン地区から約 4 km 離れている。最北部は、プフェンネンベルク（山）の南西と接するザルヒェンドルフの「ジートルング」である。
西はシュトルトヒュッテン地区がヘルドルフに接している。ここはラインラント＝プファルツ州との州境である。南はヴィーダーシュタインで、ブールバッハのヴァールバッハ地区から 2 km 離れている。

### 隣接する市町村
ノインキルヒェンは、北から時計回りにジーゲン、ヴィルンスドルフ、ブールバッハ（以上、ノルトライン＝ヴェストファーレン州）、ダアーデン、ヘルドルフ（ともにラインラント＝プファルツ州）と境を接する。

### 自治体の構成
|  | ノインキルヒェンは以下の地区からなる: - アルテンゼールバッハ - ノインキルヒェン - ザルヒェンドルフ - シュトルトヒュッテン - ヴィーダーシュタイン - ツェッペンフェルト 1969年1月1日まで各地区は独立した町村であった。この日に新たな町村ノインキルヒェンとして合併した。 |

### 気候
南西から北西の風と、高地にある立地条件がこの地域の気候を決定づけている。しばしば生じる厚い雲が多くの降水量（年間約1,000 mm）とやや低い気温（年間平均気温は7.0から7.7℃）をもたらす。

## 歴史
1048年4月28日に「フライアー・グルント」が初めて文献に記録されている。ノインキルヒェンは1288年8月23日に「Nunkirchen」として初めて記述されている。
14世紀になるまでゼールバッハ貴族家がフライアー・グルントを所有していた。14世紀から1816年までフライアー・グルントはナッサウ伯家とザイン伯家の共同統治地区として分割統治されていた。しかしこの分割は、地形や地域に基づくものではなく、各貴族家に従属する個々の住民によって分けられていた。これは、一方では不利益をもたらしたが、他方では両伯家領以外では見られない利益をももたらした。フライアー・グルントでは、鉱山労働者も含め住民に十分の一税が課されなかった。この二重支配体制は1816年のウィーン会議によって解消された。この地域は新設されたジーゲン郡に含められ、プロイセン王国領となった。アムト・ノインキルヒェンが形成されたが、それまで二重支配を受けていたフライアー・グルントの半分がこれに含まれた。残り半分はアムト・ブールバッハに編入された。1844年にアムト・ノインキルヒェンは廃止され、この町は完全にアムト・ブールバッハに組み込まれた。
| 年   | 1447 | 1450 | 1550 | 1600 | 1698 | 1700 | 1704 | 1706 | 1725 | 1730 | 1739 | 1788 | 1810 | 1846 | 1850 | 1913 |
| 戸数 | 21   | 21   | 17   | 37   | 49   | 49   | 49   | 49   | 56   | 56   | 55   | 72   | 72   | 96   | 96   | 354  |

1862年にドイツ - ギーセン鉄道が開通し、ノインキルヒェンに駅が設けられた。これにより、周辺の鉱山や精錬所とルール地方やライン＝マイン地方とが結ばれた。1907年のフライアー・グルント鉄道の開通によって周辺の村落もこれに接続した。
1969年1月1日にノインキルヒェンは独立した自治体となった。地域再編に伴って、それまで独立していた町村を含む人口約15,000人の町が作られた。1973年にノインキルヒェンの町役場が手狭になり、新しい建物の建設が始まった。1754年建造の古い建物は、ハーゲン野外博物館に移築された。これ以後、この建物にはドイツ鍛冶屋博物館が入居している。
1960年代にラスベルクで住宅建築が始まった。ラスベルクの住民は、ノインキルヒェン地区の人口に含まれており、一見正しそうなザルヒェンドルフとツェッペンフェルトへの分割はなされていない。1970年代からノインキルヒェンはアウトバーン A45号線が利用可能である。
2008年6月から2009年末まで、ノインキルヒェンの中心部で新しいショッピングセンターのための建設工事が行われていた。このショッピングセンターは2009年10月にオープンした。

### 鉱業
町域全体で、鉱業は重要な役割を演じた。ノインキルヒェンには多くの鉱山があった。プファンネンベルクにはヨーロッパで最も深い坑道プファンネンベルガー・アイニヒカイトがあったが、1950年代末には利益を生み出さなくなり、1962年4月18日に閉鎖された。
以下の鉱山が町内にはあった（ノインキルヒェン地区の大きな鉱山のみ表示）
- エンデ（1827年以前 - 1931年）
- フラウエンベルガー・アイニヒカイト（1827年 - 1931年）
- ハバクク（1827年頃 - ?）
- ハルテボルン（1750年頃 - ?）
- イェッケル（1812年以前 - 1940年）
- キルシュバウム（1872年頃 - ?）
- クナップシャフツグリュック（? - 1945年）
- クレプス（1812年以前 - 1931年）
- クンスト（18世紀 - 1925年）
- レーメル（1812年以前 - 1860年以後）
- ローター・アドラー（1814年 - 1868年）
- シュタイメル（1812年以前 - 1931年）
- ヴィントハーン（1866年 - 1931年）

重要な鉱山を太字で示している。採掘開始年は最初の記録に基づいており、実際の採掘開始はこれよりも古い。

### 町村合併
1969年1月1日にそれまで独立した町村であったアルテンゼールバッハ、ザルヒェンドルフ、アムト・ブールバッハ（公式な名称）、シュトルトヒュッテン、ヴィーダーシュタイン、ツェッペンフェルトが合併した。

## 住民

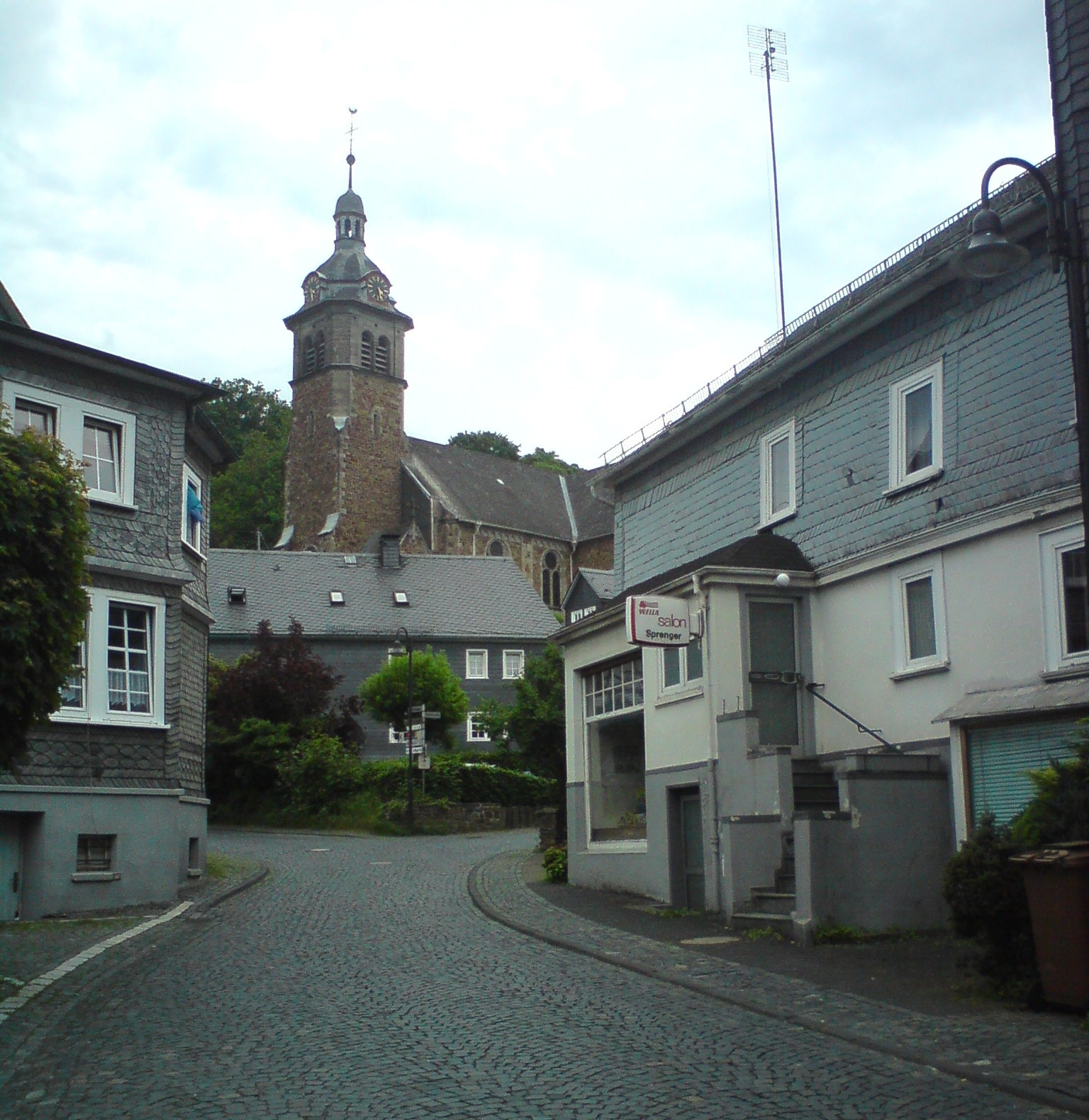
ノインキルヒェンの中心部と福音主義教会

### 宗教
現在ノインキルヒェンには、以下の教会および自由教会組織がある:
- ローマ＝カトリック教会
- ノインキルヒェン福音主義改革派教会共同体(ヴェストファーレン福音主義教会・ジーゲン教会地区)
- レール通りの福音主義自由教会
- 福音主義自由教会組織（バプテスト教会）
- ケルナー通りの福音主義集会所
- 福音主義フライアー・グルント・カルヴァリー礼拝堂

### 人口推移
ノルトライン＝ヴェストファーレン州情報技術局によるノインキルヒェンの人口推移は以下の通りである:
| 年   | 人口（人） |
| ---- | ---------- |
| 1970 | 13,973     |
| 1975 | 14,632     |
| 1980 | 14,560     |
| 1985 | 13,861     |
| 1990 | 14,461     |

| 年   | 人口（人） |
| ---- | ---------- |
| 1995 | 14,717     |
| 2000 | 14,501     |
| 2005 | 14,072     |
| 2010 | 13,691     |
| 2015 | 13,717     |

## 行政

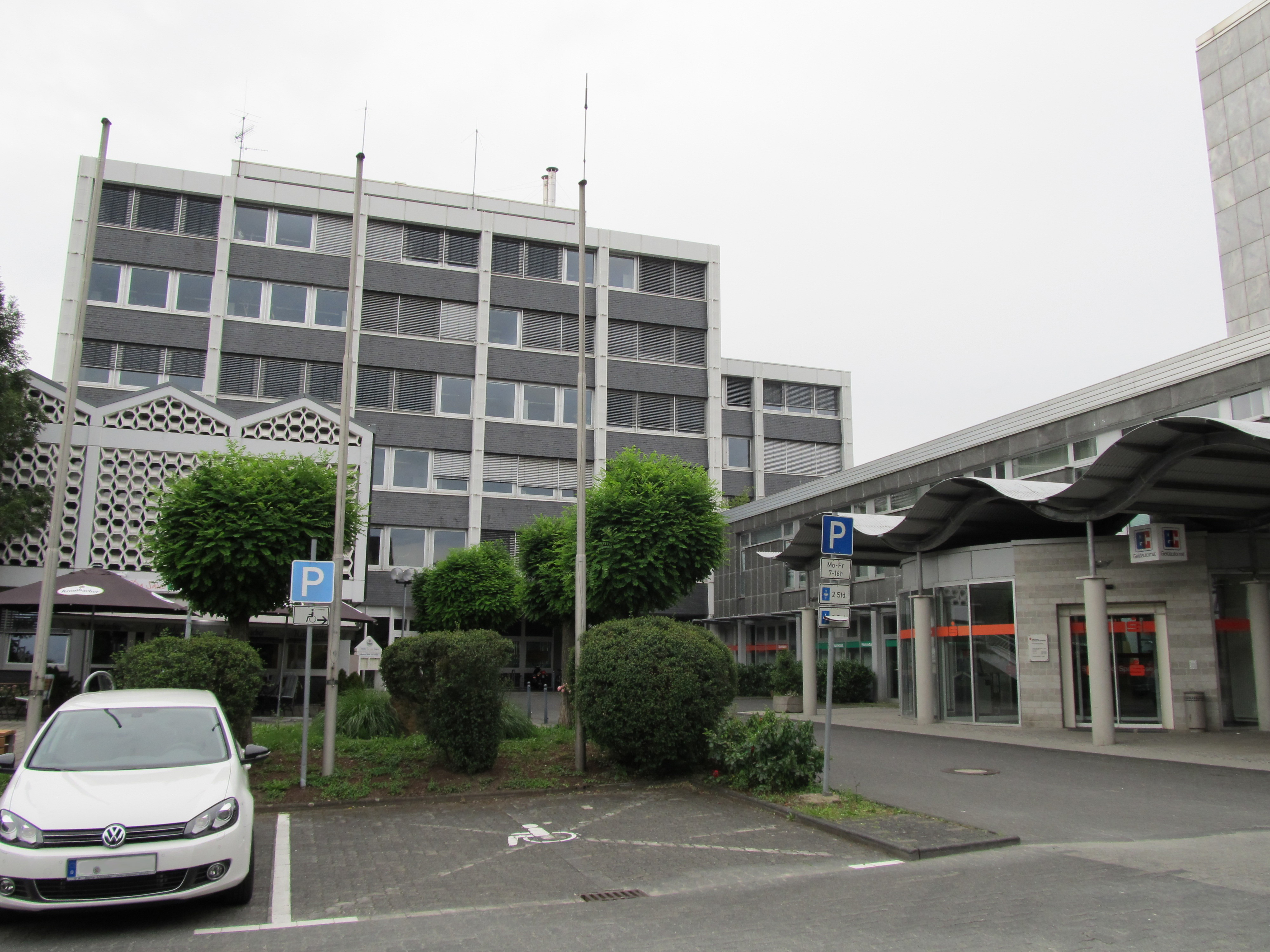
ノインキルヒェンの町役場

### 議会
ノインキルヒェンの町議会は28議席からなる。

### 首長
ベルンハルト・バウマン（無所属）は、2009年10月21日に町長に就任した。彼は2009年8月30日の町長選挙で 62.3 % の票を獲得した。2014年の町長選挙では、89.1 % の支持票を獲得して再選された。

### 紋章
紋章はゼールバッハ貴族家の紋章に基づいている。向かって左に傾いて、直線上に配置された3つの黒い菱形が金地の上に描かれている。
1969年10月28日にアルンスベルク行政管区長官の文書によって、ノインキルヒェンは紋章の使用を承認された。

### 姉妹自治体
- パウザ（ドイツ語版、英語版）（ドイツ、ザクセン州）1990年
- ゲインスバラ（英語版）（イギリス、リンカンシャー）1991年[11]

## 文化と見所

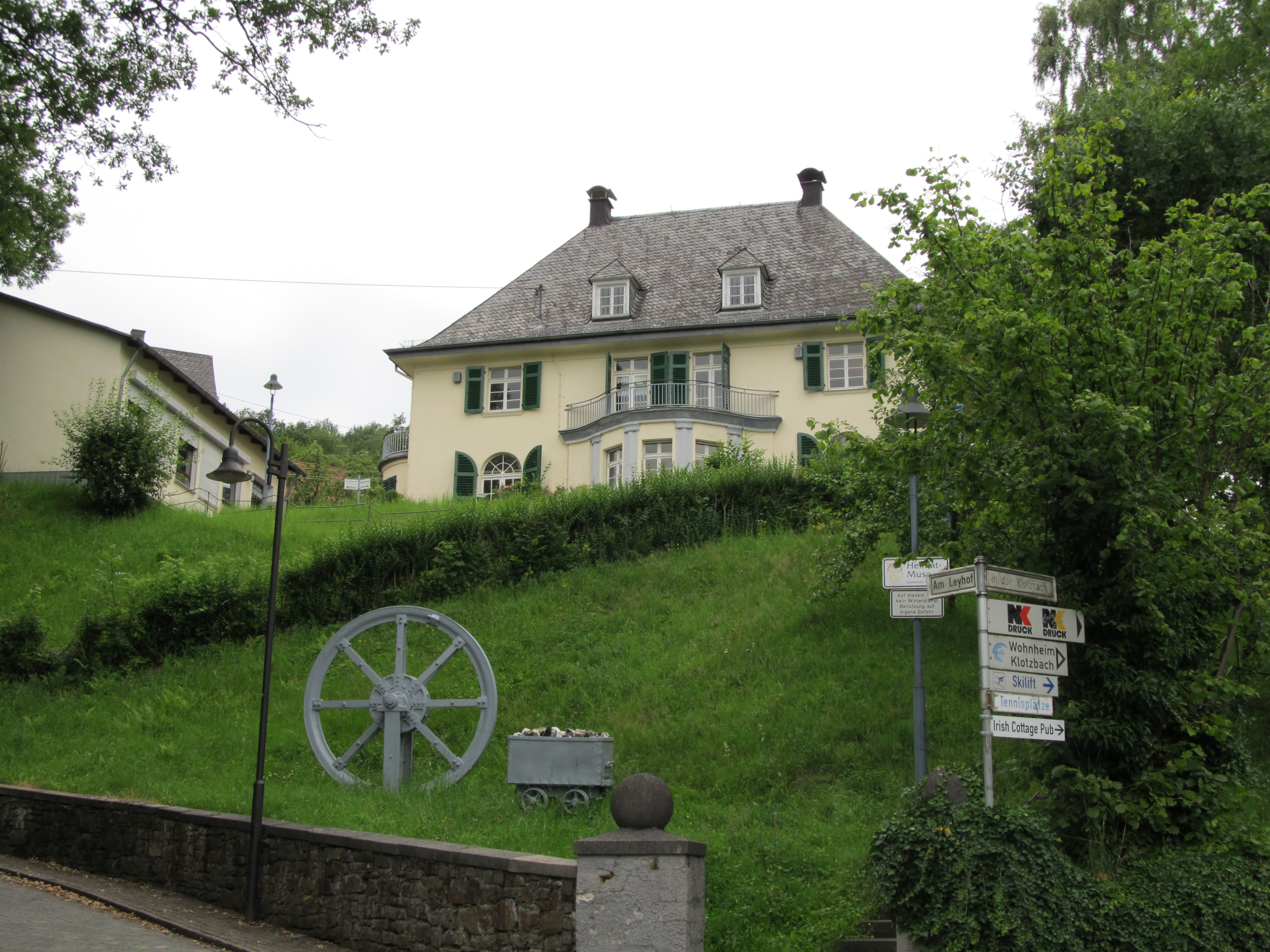
ノインキルヒェン郷土博物館（フライアー・グルント博物館）

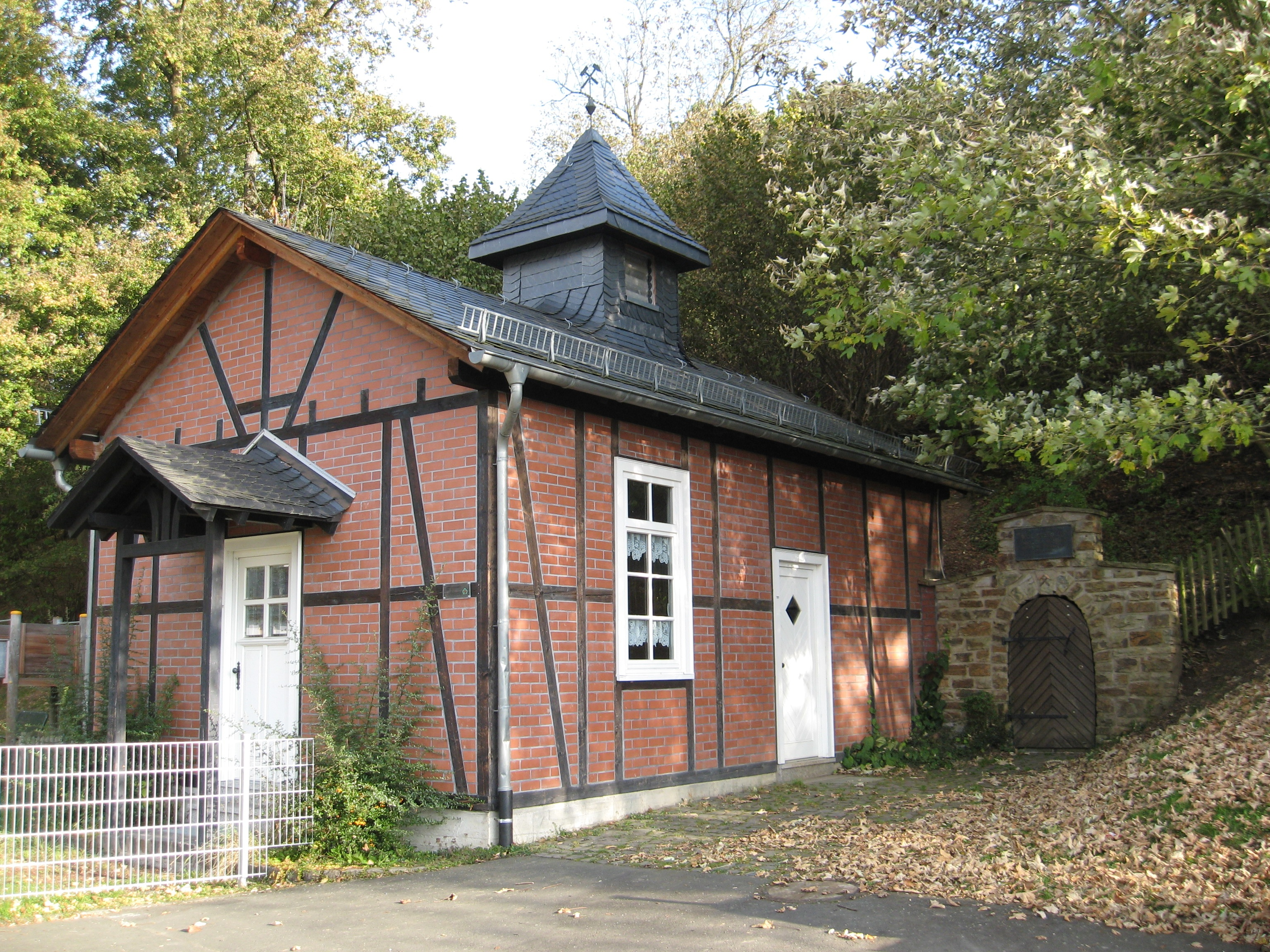
ヴォーダン坑

### 博物館
ノインキルヒェンでは、2年間の改築・修復工事の後、1977年にライホーフの建物が「フライアー・グルント博物館」として開館した。1979年に、ノインキルヒェン町がこの博物館の運営者となった。この建物は、改築後、すべての階を合わせて約 600 m2 の展示スペースを有している。牧畜、農業、鉱業、手工業、様々な部屋を含む居住空間に関する品約3,000点が展示されている。地下室では鉱山施設や鉱物コレクションが見られ、屋階には過去と現在の電化製品や日用品が展示されている。博物館の他に「ドイツ東部郷土室」がある。
ザルヒェンドルフには、1997年からザルヒェンドルフやジーガーラントにおける鉱山の伝統に関する知識が得られる見学用鉱山としてヴォーダン坑がある。

### 鉱業
旧アムト・ノインキルヒェン庁舎は、1970年代からLWL-野外博物館ハーゲンに移築されている。この建物は、約250年前にフライアー・グルント住民の強制労働で建設されたもので、新しい役場にその座を譲った建物であった。
プファンネンベルク＝コプフのプファンネンベルク塔は、プファンネンベルガー・アイニヒカイトの古い巻上げ塔で、1932年に解体されたが、1934年に展望塔として山上に再建された。

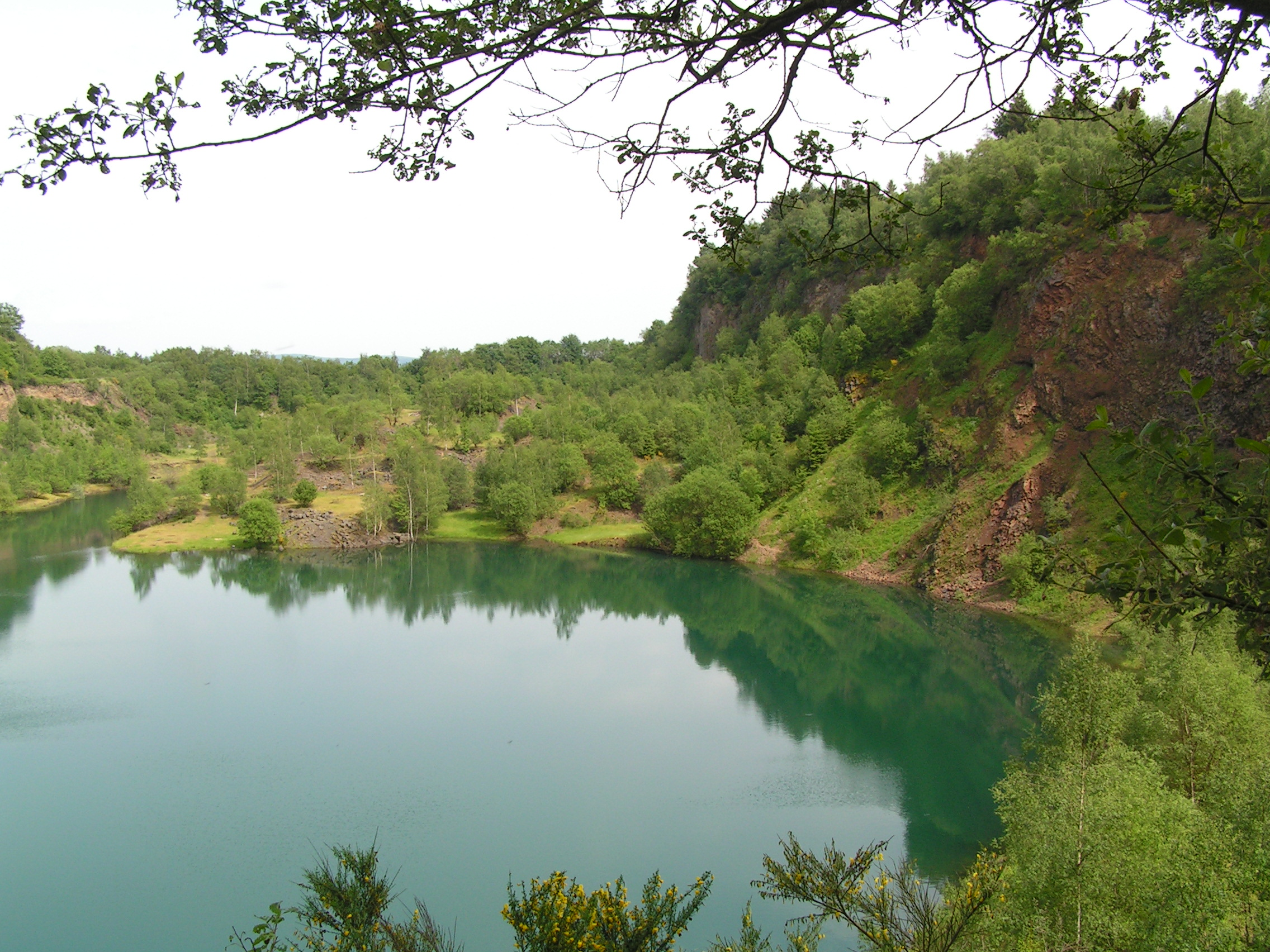
マールシャイト自然保護区にあるジルバーゼー

### 自然文化財
ホーエンゼールバッハスコプフやマールシャイトには高さ数メートルの玄武岩がある。これは約700万年前の火山活動で形成されたものである。マールシャイトでは、1900年から1920年に道路建設の敷石として採取された。現在は自然保護文化財に指定されており、マールシャイトの露天掘りの穴はジルバーゼーという池になっている。ホーエンゼールバッハスコプフは現在、人気のハイキング地となっている。

### スポーツ
ノインキルヒェンには6つの学校体育館とクラブおよび学校スポーツ用の体育館が1つある。後者はラスベルクにある。学校体育館はアルテンゼールバッハとシュトルトヒュッテンに1つずつ、ザルヒェンドルフとノインキルヒェンに2つずつある。5つのスポーツグラウンドがあり、このうち2つ（ザルヒェンドルフとノインキルヒェン）には人工芝が整備されている。この他にケーゲル場が2つ、乗馬場が1つ、多くのテニスコートや射撃施設、さらにはミニゴルフ場が1か所ある。

## 経済と社会資本

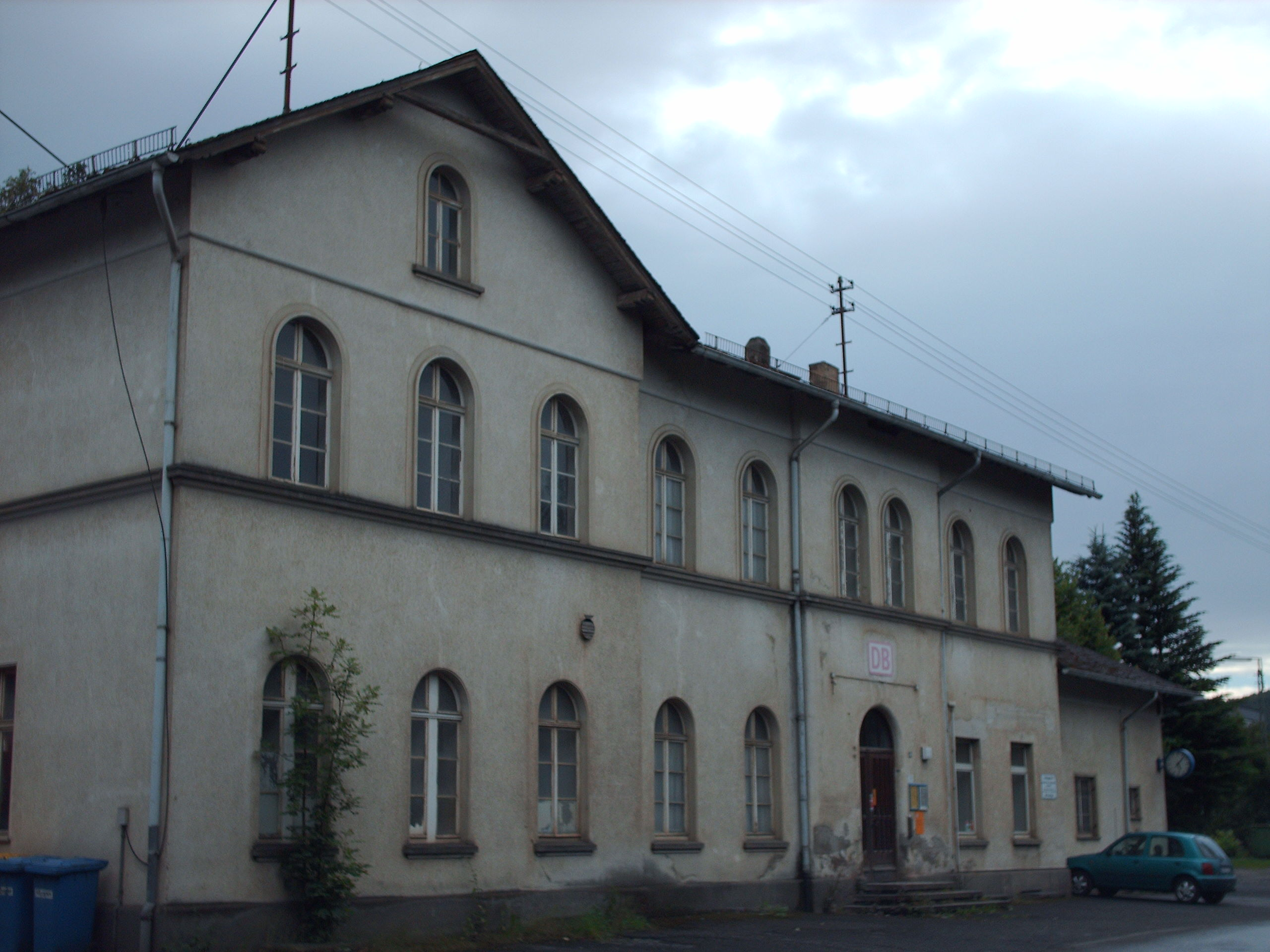
ノインキルヒェン駅

### 交通
ノインキルヒェンには、鉄道ベッツドルフ - ハイガー線の駅が3つある: ノインキルヒェン (ジーゲン郡) 駅、アルテンゼーバッハ駅、シュトルトヒュッテン駅である。後者2駅は臨時停車駅である。RB96 ヘラータール鉄道の列車が1時間ごとにヘルドルフ経由でベッツドルフ (ジーク) まで、2時間ごとにブールバッハ、ハイガー、ディレンブルクまでを結んでいる。
乗合バスによる近郊公共交通は、ヴェストファーレン南交通会社 (VWS) とルール＝ジーク・バス交通 (BRS) によって運営されている。この他にノインキルヒェンは数年前から住民バスを運行している。ノインキルヒェン郵便局がバス路線の乗り換え地点である。
- R15: ノインキルヒェン - ヴィルデン - ヴィルンスドルフ - ジーゲン (VWS)
- R22: ノインキルヒェン - ジーゲン (BRS)
- R23: ノインキルヒェン - ヘルドルフ - （ダーデン） (BRS)
- R44: ノインキルヒェン - ブールバッハ (BRS)
- L230: ノインキルヒェン地区間バス（通学交通のみ） (BRS)
- ノインキルヒェン住民バス

ヴィルンスドルフのヴィルデン地区を経由してアウトバーン A45号線（「ザウアーラント線」）にアクセスできる。ブールバッハ南部にあるジーガーラント空港も遠くない。
アルテンゼールバッハ地区に、申請によって開所される交通訓練場がある。

### 地元企業
- ブール・データー・サービス GmbH
- EMW 鉄および金属販売
- シェーファー・ヴェルク GmbH
- SSI シェーファー

### メディア
ノインキルヒェンにはラジオの送信塔があり、ノインキルヒェンやその周辺地域向けにラジオ・ジーゲンが放送されている (98.9 MHz)。2006年3月からノインキルヒェンの一部でDSLブロードバンドインターネットサービスが開始された。

### 教育
ノインキルヒェンは、ジーガーラント南部の学校センターを形成している。ザルヒェンドルフ、ノインキルヒェン、シュトルトヒュッテンの3校の基礎課程学校の他に、実科学校 1校とギムナジウム 1校がある。

## 関連図書
- 700 Jahre Neunkirchen, Verlag Otto Braun, Neunkirchen 1988
- Otto Braun: Neunkirchen in alten Bildern, Neunkirchen 1980